# Pseudopoda abnormis
Pseudopoda abnormis là một loài nhện trong họ Sparassidae.
Loài này thuộc chi Pseudopoda. Pseudopoda abnormis được Peter Jäger miêu tả năm 2001.